# Wanderson Santos Pereira
Wanderson Santos Pereira (født 7. februar 1991) er en brasiliansk fodboldspiller.